# 手水鉢

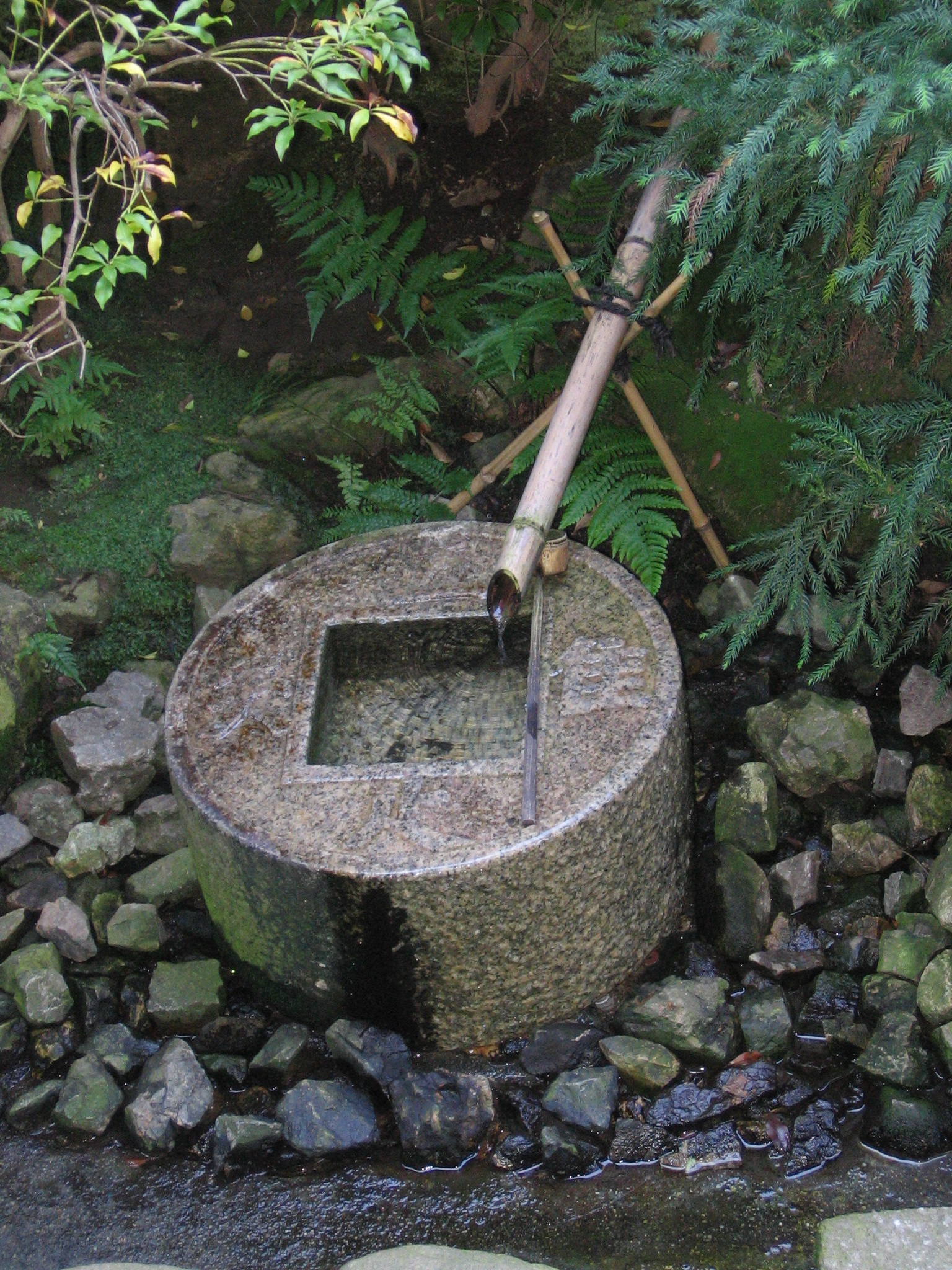
竜安寺の知足の蹲踞

手水鉢（ちょうずばち）とは、手を洗う水を湛えるための器・鉢を指し、常時、清潔な水が注がれ縁から溢れる。元来は神前や仏前で口をすすぎ、身を清めるための水を確保するためのものである。
その後、茶の湯にも取り入れられ、露地の中に置かれるようになり、蹲踞（つくばい）と呼ばれる独特の様式を形成していった。
また、手洗い設備として厠の前などに設置し、トイレのあとの手を洗うために設置されていた。
底に排水孔を持つ手洗い鉢・器とは異なる。

## 手水鉢の種類

### 自然石手水鉢

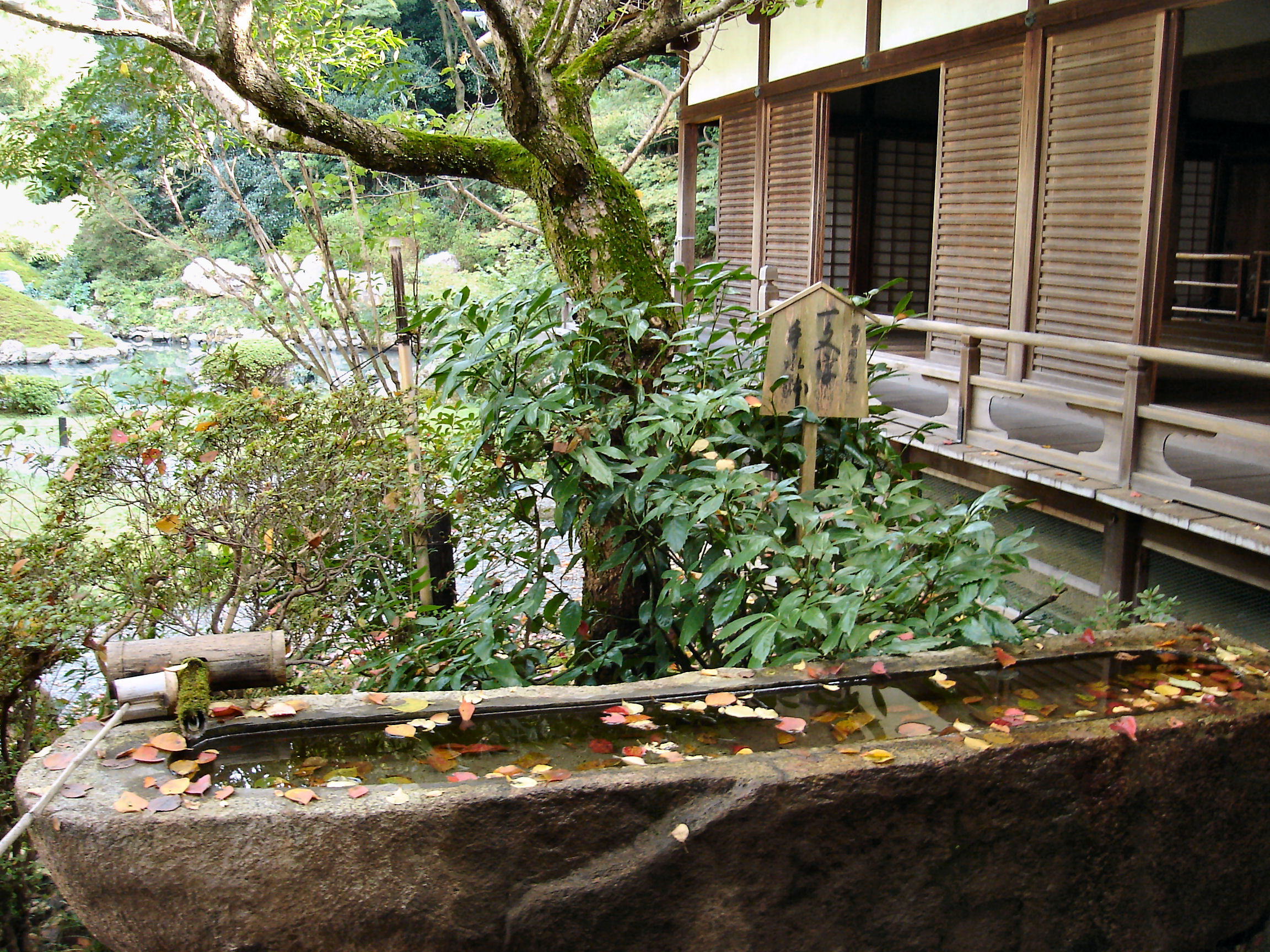
一文字型（青蓮院）

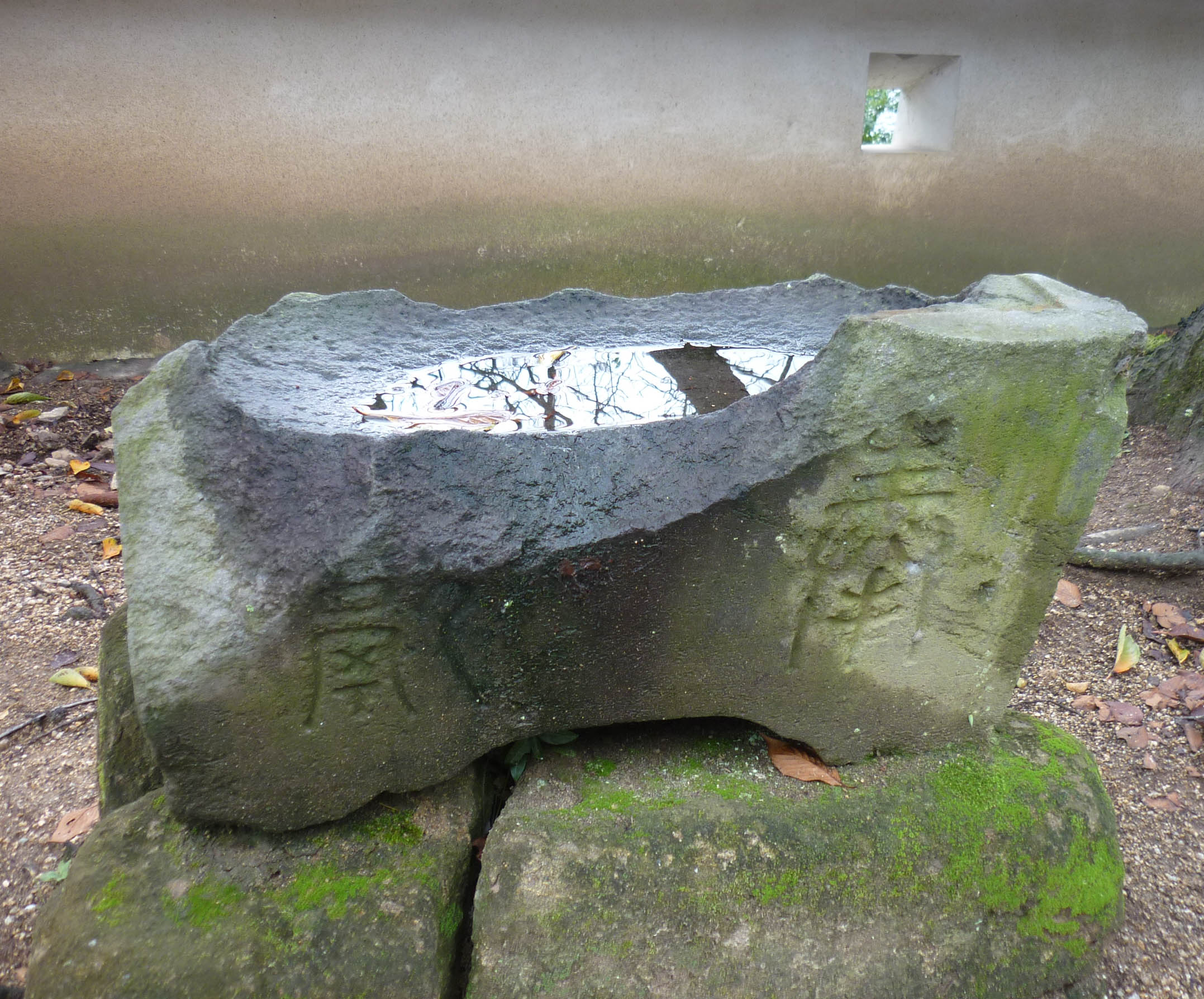
手水鉢/龍野藩江戸上屋敷跡出土物

自然石のもつ野趣を重視して作られたものでわび・さびなどの茶道の精神を具現化しているとも言える。自然石の形状は千差万別なので、以下は一例である。
富士型
山の形をした岩石の上部に円い穴をあけたものである。山の中の山である富士山にちなんでこの名前がある。本歌は鹿苑寺（金閣寺　京都市）の夕佳亭の露地である。
一文字型
細長い自然石の上を平らにして、長い水を入れる穴を掘ったもの。青蓮院書院縁先が有名。
鎌型
鎌のように曲がった自然石に円形か楕円の穴を掘ったもので桂離宮月波楼露地が有名。
舟型
船の形をした石に穴をあけたもので最もよく見られるものの一つ。
誰が袖型
着物の袖を思わせる形状が名前の由来。清水寺成就院書院縁先にあるものが有名。
司馬温公型
縁がでこぼこし、凹凸が激しい石に水穴をあけたもの。
あんこう型
まったく不規則な形状の石を使用したもの。

### 見立てもの手水鉢
打ち捨てられた、燈籠や塔の部分を利用して作った手水鉢を見立て、古びた風合いが「わび・さび」を感じさせるものになっている。
袈裟型
石造宝塔の塔身を利用して作られるもので回りに袈裟状の格子模様が入る。東本願寺渉成園縮景亭にあるものは鎌倉時代の宝塔の塔身を使用している。
鉄鉢型
五輪塔の球形の水輪の部分を利用した手水鉢。
四方仏型
宝筴印塔や多層塔の塔身を利用したもので、面に仏が彫られているのが特徴である。
基礎型
石燈籠などの基礎を利用したもので、「反花」などの装飾があるものがよいとされる。
礎石型
古い建物の礎石を使用したもので、形はさまざまである。
檜垣型
多層塔の笠の部分を横に立て、軒の部分を凹型に掘り込んだものであるが、例は少ない。
笠型
石灯籠や多層塔などの笠の部分を逆さにして反りの美しさを見立てた手水鉢

### 創作手水鉢
江戸時代になると露地に手水鉢が不可欠のものと見なされるようになり、天然自然のものを利用したものから、露地の手水鉢の用途のためにデザインされて作られたものが登場するようになった。「手水鉢」といわれているものの多くがこの区分に入るものであり、「名園」「名庭」の「名品」の模倣が多く出回っている。
- 棗型
- 菊型
- 竜安寺型
- 布泉型
- 橋杭型
- 銀閣寺型
- 枡型